# Zbořený Kostelec
Zbořený Kostelec je vesnice nalézající se na levém břehu řeky Sázavy asi 1,5 km severně od města Týnec nad Sázavou jehož je jednou z osmi místních částí. Na protějším břehu se nalézá na skalní ostrožně nad soutokem s Kamenickým potokem zřícenina gotického hradu Zbořený Kostelec, zvaného též Kostelec nad Sázavou. Pod zříceninou prochází silnice 107 směrem od Kamenice do Týnce nad Sázavou, z této silnice je také velmi dobře viditelná.

## Historie
První písemná zmínka o vesnici pochází z roku 1341.

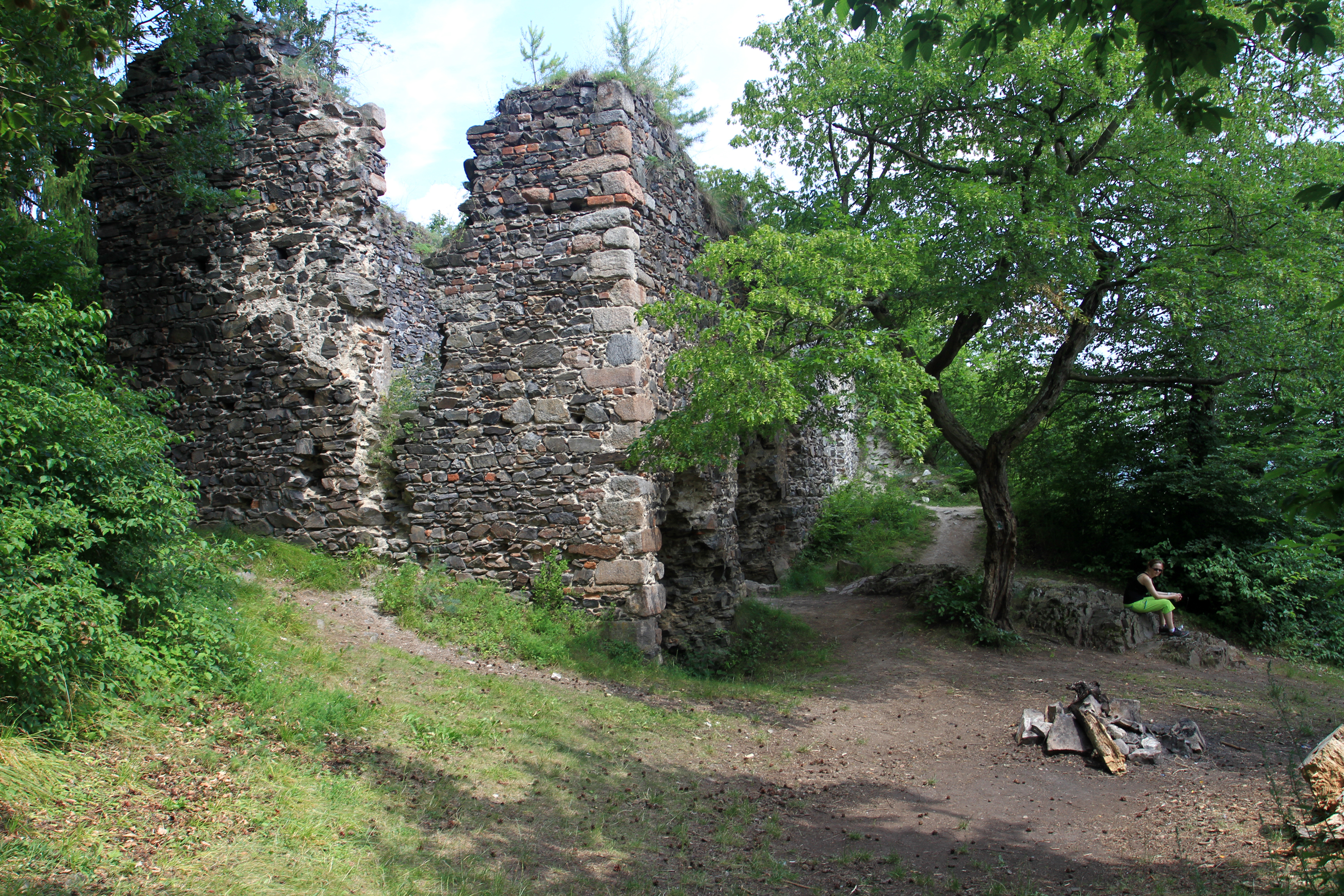
Hrad Zbořený Kostelec, nad obcí

Historie vesnice Zbořený Kostelec je spojena s historií hradu Zbořený Kostelec, k němuž tvořila hospodářské zázemí a spolu s ním byla i zbořena. Posléze byla obnovena a patřila pod Pecerady a spolu s nimi byla sloučena pod Týnec nad Sázavou. V současnosti se ve vsi nalézá 185 domů ve kterých žije asi 300 trvalých obyvatel. Mnoho domů je využito pro rekreaci spolu s mnoha rekreačními chatami v blízkosti Sázavy.

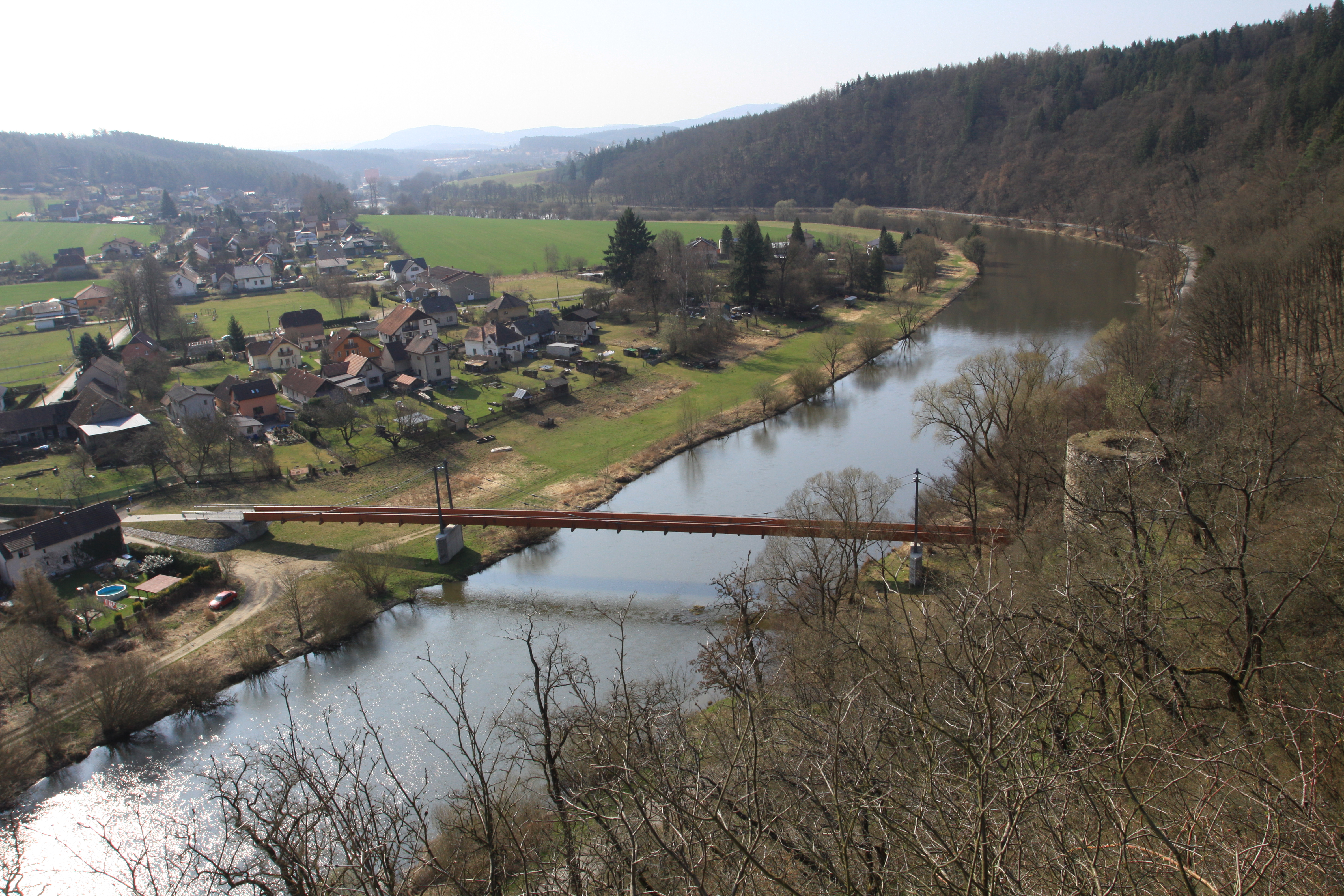
Pohled z hradu na lávku pro cyklisty spojující rozcestí pod hradem s vesnicí na protějším břehu

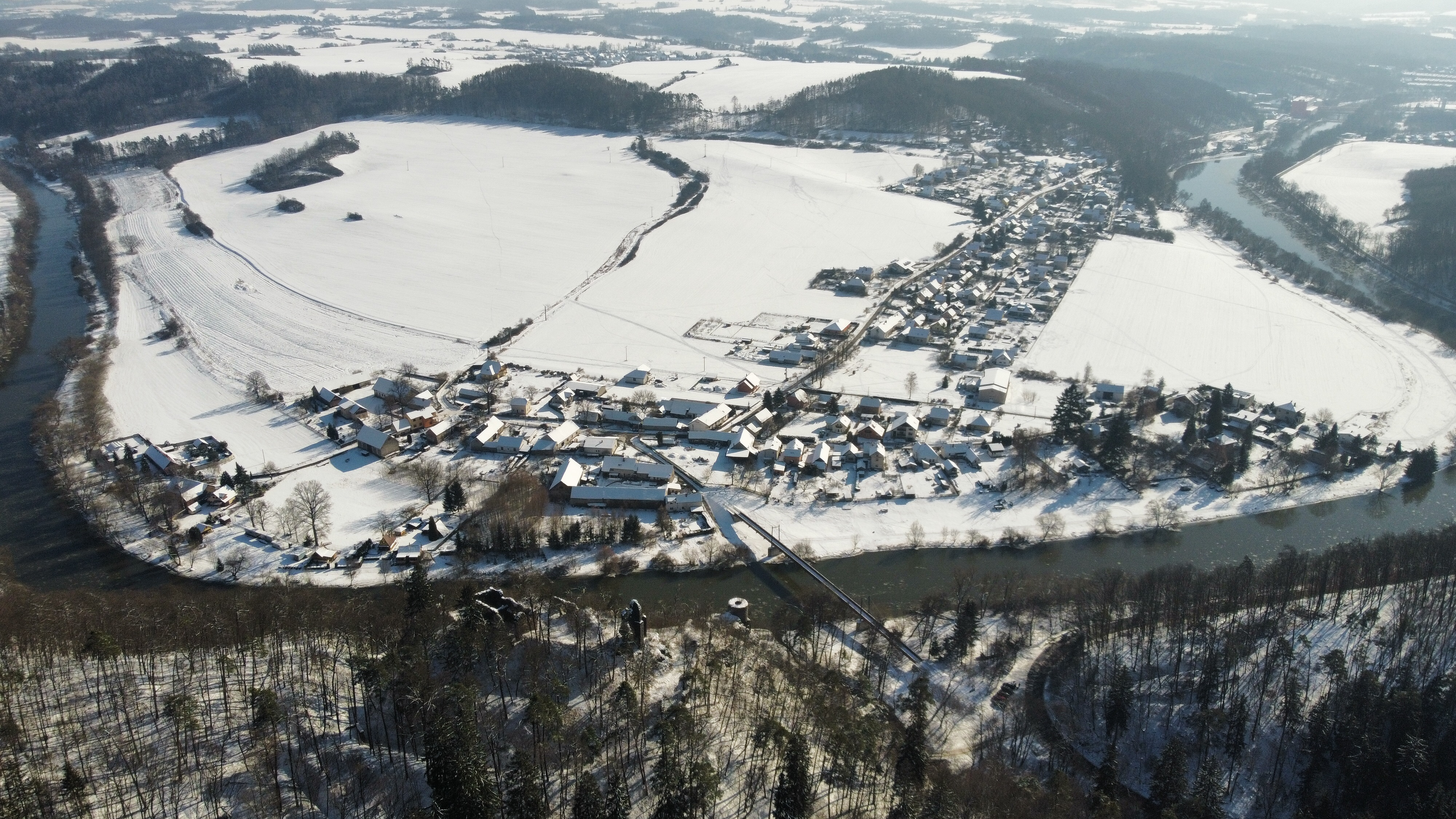
Letecký pohled včetně zříceniny hradu

## Lávka přes Sázavu
V roce 2014 bylo vypsáno výběrové řízení na stavbu visuté lávky přes Sázavu pro pěší a cyklisty, který by spojil hrad s vesnicí a také umožnil obyvatelům vesnice přístup k autobusové zastávce pod hradem. Visutá lávka byla otevřená v červenci 2015, vedou po ní cyklistické trasy č. 11 (Praha–Vídeň) a č. 19 (Posázavská, vedoucí ze Zruče nad Sázavou do Davle).